# يوجين بريدغز
يوجين بريدغز (بالإنجليزية: Eugene Bridges)‏ هو مغن مؤلف أمريكي، ولد في 30 مارس 1963.

## وصلات خارجية
- يوجين بريدغز على موقع ميوزك برينز (الإنجليزية)
- يوجين بريدغز على موقع أول ميوزيك (الإنجليزية)
- يوجين بريدغز على موقع ديسكوغز (الإنجليزية)